# Johan Jacob Burman
Johan Jacob Burman, född 30 mars 1770 i Pernå, Finland, död 29 april 1824 på Haga i Arbrå socken, var en svensk militär och lantmätare.
Burman var son till löjtnanten Jonas Vilhelm Burman. Han var elev i Borgå skola 1785 och blev 1787 lantmäteribiträde vid finska lantmäterikommissionen och anställdes hos magasinskommissarien i Kymmenegård 1788. Samma år blev Burman volontär vid finska fortifikationsbrigaden, 16 april förare vid Savolax fotjägarregemente och tillfångatogs i slaget vid Kyyrö 11 juni 1789. Burman utmärkte han sig under kriget vid Fredrikshamns belägring samt i striderna vid Summa, Husula och Högfors. Efter slaget vid Myllysilta erhöll han silvermedalj för tapperhet i fält. Under sin tid i fångenskap förde han flitiga anteckningar, som finns bevarade i hans Anteckningar förda under tiden från år 1785 till år 1816.
1791 återinträdde han i tjänst och blev sergeant hösten 1795, extra fänrik 1796 och 1802 extra underlöjtnant och var 1798-1800 regementsadjutant. Burman avlade 1801 artilleriofficersexamen vid finska artilleriregementet i Helsingfors och lantmäteriexamen 1802. Han befordrades 1804 till sekondlöjtnant, 1806 till stabspremiärlöjtnant, 1808 fältmätningsofficer vid femte brigaden och blev samma år adjutant för yttre ärenden och befordrad till kapten i armén. 1808 blev Burman riddare av Svärdsorden.
Under finska kriget deltog han i striderna vid Jynkkä och Pulkkila där hans insatser nämns med beröm i rapporterna från slaget, samt vid anfallet på Kuipio, liksom striderna i juni vid Kuopio samt slaget vid Virta bro. Han följde senare femte brigaden under reträtten till Västerbotten men fick efter kapitulationen vid Skellefteå 15 maj 1809 avresa med rapport till svenska armén i Stockholm.
1810 befordrades han till major i armén, var 1810-12 ledamot av kommittén för utredande av finska arméns fältavlöningsfordringar och fungerade 1810 som översättare av ryska språket i kansliet. Under denna tid var det svårt för officerarna vid de gamla finländska regementena att finna tjänster, men genom sin kusin Carl Johan Adlercreutz lyckades han 1810 bli placerad han som kapten vid Hälsinge regemente, där han hösten samma år blev regementskvartermästare, 1813-14 var han tillförordnad kommendant i Uddevalla. 1814 befordrades Burman till överstelöjtnant, och blev 1816 andre major vid Hälsinge regemente. 1823 erhöll han avsked med rätt att som överstelöjtnant kvarstå i armén.